# Castelnuovo Bormida

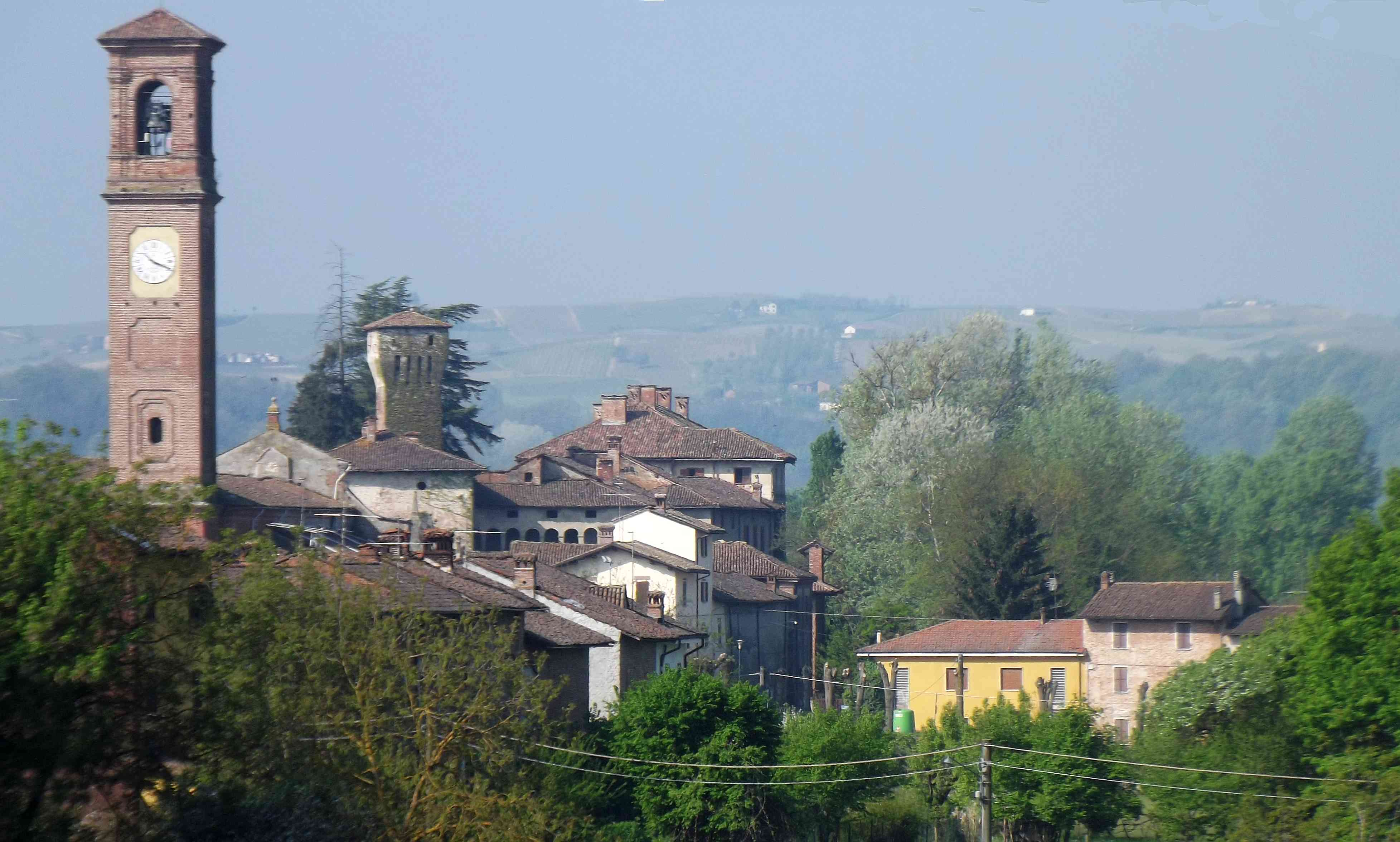
Panorama

Castelnuovo Bormida es una comune italiana de la provincia de Alessandria, región de Piamonte. Tiene una población estimada, a fines de noviembre de 2021, de 617 habitantes.

## Evolución demográfica
| Gráfica de evolución demográfica de Castelnuovo Bormida entre 1861 y 2021 |
|                                                                           |
| Fuente ISTAT - elaboración gráfica de Wikipedia                           |